# Kinos in Münster
Die Kinolandschaft von Münster umfasst ein Multiplex-Kino und zwei Programmkinos. Sie wird von der Münstersche Filmtheater-Betriebe GmbH dominiert.
Weiterhin gibt es im Sommer das Open-Air-Kino vor dem münsterschen Schloss.
Nach Einschätzung des Geschäftsführers der Münsterschen Filmtheater-Betriebe, Ansgar Esch, sei in Münster eine große Zielgruppe für anspruchsvolle Filme vorhanden. Damit ähnele die Münsteraner Publikumsstruktur den Kinogängern aus Paderborn.

## Aktuell existierende Kinos in Münster

### Cineplex

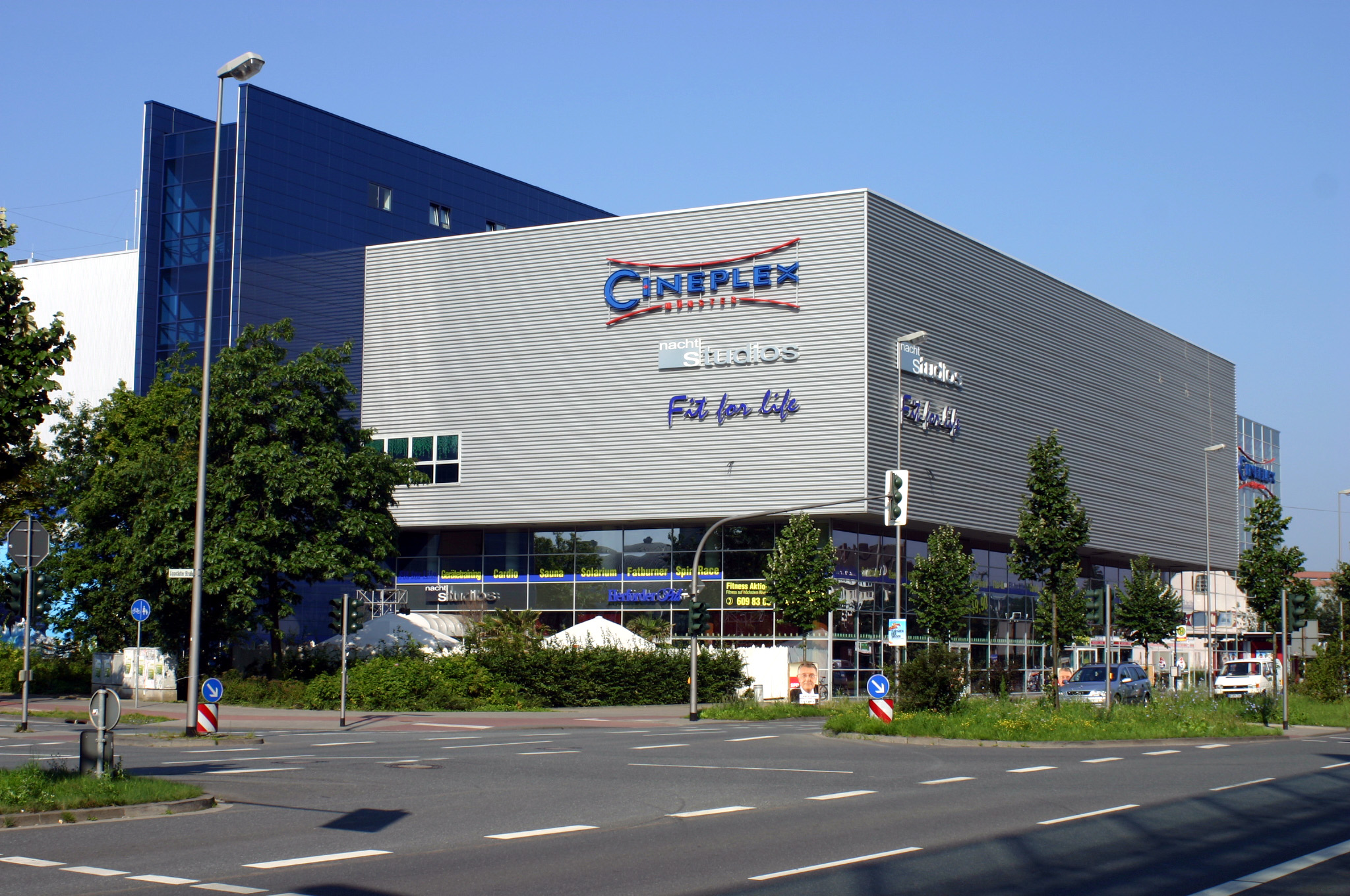
Cineplex in Münster (2005)

Das Cineplex in Münster am Albersloher Weg im Hansaviertel wurde am 15. November 2000 eröffnet und gehört der Münstersche Filmtheater-Betriebe GmbH und ist Mitglied der bundesweiten Cineplex Kinogruppe. Der Hauptsitz der Kinogruppe war nach der Gründung des Unternehmens mehrere Jahre im Cineplex Münster angesiedelt, bevor dieser 2008 nach Wuppertal verlegt wurde. Gleichzeitig zählt es mit 2.707 Sitzplätzen und neun Leinwänden zu den größten Kinos der Gruppe in Deutschland. Nach Angaben der Unternehmensleitung handelt es sich bei dem Cineplex in Münster um das erfolgreichste Kino der Gruppe. Es ist das erste Multiplex-Kino in Münster. Zeitgleich mit der Eröffnung wurden zwei andere Kinos in Münster geschlossen, das Apollo-Theater und das Kinocenter Fürstenhof mit zwei Kinosälen, in dem am 11. Januar 1963 mit Der Schatz im Silbersee erstmals ein Winnetou-Film in Münster zu sehen war. In der Folgezeit schlossen drei weitere Kinocenter: das Roland (vier Säle), das Metropolis (zwei Säle) und das Stadt New York. Damit hat sich das Kinoleben Münsters von der Innenstadt und dem Bahnhofsbereich vollständig zurückgezogen und findet nun mehrheitlich im Gewerbegebiet um den Hafen und die Stadtwerke statt.
Das Cineplex bietet in neun Sälen Platz für 2.707 Besucher. Die meisten Neuerscheinungen starten im Cineplex, das auch gleichzeitig das modernste Kino in Münster ist. Von den Besucherzahlen her rangiert das Cineplex unter den Top 10 der bestbesuchten Kinos in Deutschland. Ein Grund dafür ist, dass Münster mit seinen über 50.000 Studenten ein sehr großes Kinopublikum bietet.
Zudem bietet das Cineplex Möglichkeiten zum Empfang von Ehrengästen wie Schauspielern, Regisseuren oder Produzenten, die dort ihre Filme vorstellen können, sowie zu einer Diskussionsplattform mit den Gästen.
Moviepilot zeichnete das Cineplex 2008 und 2009 mit dem Titel Lieblingskino aus.
Seit Ende 2007 stand in Münster ein digitaler Videoprojektor, der nach dem 4K-Standard bis zu 4096 Bildpunkte darstellen konnte. Dieser wurde von Sony zum einjährigen Probebetrieb zur Verfügung gestellt, womit das Cineplex Münster das erste Kino im deutschsprachigen Europa war, das regelmäßig Filme auf einem solchen Projektor zeigte. Auch eine Opernübertragung aus der MET in New York war dank des Projektors möglich und wurde vom Münsteraner Publikum dankend angenommen. Die Testphase wurde jedoch Mitte 2008 beendet und der Projektor an Sony zurückgegeben.
Pünktlich zum Kinostart des 3D Films Ice Age 3, im Sommer 2009, startete in Münsters Cineplex auch dreidimensionales Kino. Mit der neuesten High-Professional-Generation, der ersten 3D-Digital-Doppelprojektion in NRW und einer optimal lichtreflektierenden Silberleinwand setzte das Kino erneut Maßstäbe. Im Januar 2013 konnten in vier der neun Kinosälen Filme in 3D-Optik gezeigt werden. Mit Der Hobbit wurde im Dezember 2012 erstmals ein Film mit 48 statt 24 Bildern pro Sekunde gezeigt.
| Rang | Filmtitel                   | Zuschauer | Filmstart         |
| ---- | --------------------------- | --------- | ----------------- |
| 1.   | Ziemlich beste Freunde      | 100.000   | 5. Januar 2012    |
| 2.   | James Bond 007 – Skyfall    | 065.000   | 1. November 2012  |
| 3.   | Ice Age 4 – Voll verschoben | 034.000   | 2. Juli 2012      |
| 4.   | Der Hobbit                  | 033.000   | 13. Dezember 2012 |
| 5.   | The Dark Knight Rises       | 029.000   | 25. Juli 2012     |

Der erfolgreichste Film, den das Cineplex in Münster seit seiner Eröffnung zeigte, ist Ziemlich beste Freunde, dessen Vorführungen von knapp 100.000 Zuschauern besucht wurden. Damit sorgte allein dieser Film im Jahr 2012 für einen Besucheranstieg von neun Prozent gegenüber dem Vorjahr.
Im Jahr 2012 wurden 100.000 Euro in die Modernisierung des Lichtdesigns der Kassenhalle durch energieeffizientere LED-Technologie mit höherer Lichtleistung investiert. Dabei wurden in mehr als 200 Arbeitsstunden 103 Scheinwerfer sowie zwei Projektoren installiert.

### Schloßtheater

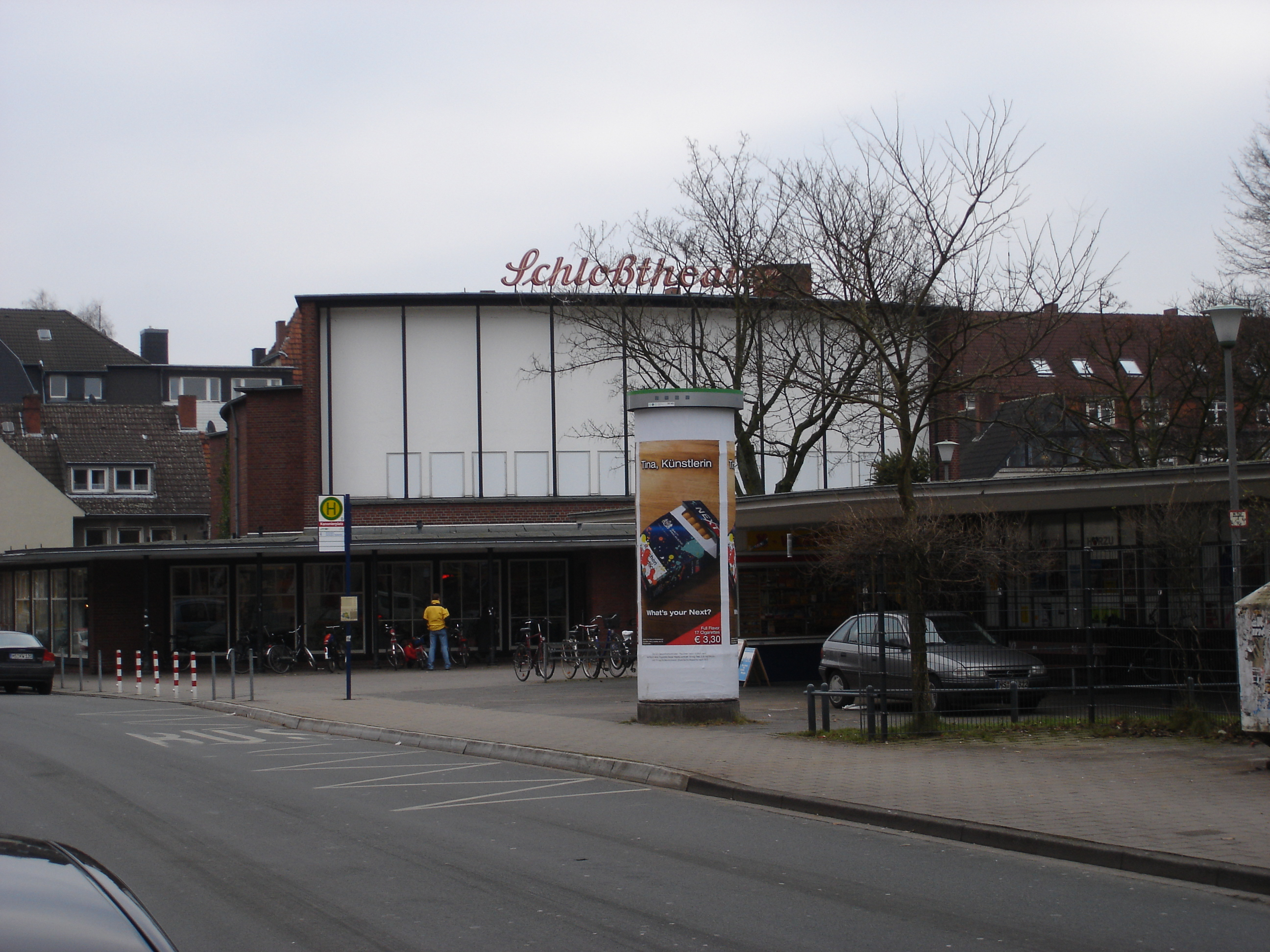
Das Schloßtheater im Kreuzviertel (2006)

Das 1953 erbaute und ebenfalls der Münstersche Filmtheater-Betriebe GmbH gehörende „Schloßtheater“ an der Melchersstraße/Kanonierplatz im Kreuzviertel gilt als eines der ältesten Kinos der „Gilde deutscher Filmkunst“, das Gebäude steht unter Denkmalschutz. Zudem ist im Schloßtheater der erste deutsche Filmclub beheimatet.
Ursprünglich bestand das Kino aus nur einem einzigen großen Saal, in dem 600 Zuschauer Platz fanden. Einige Jahre später fand eine Aufteilung des großen Saals in drei kleinere Säle statt. Hierdurch sollte der Anspruch an moderne Kinos gewährleistet werden. Die Renovierung im Jahre 1995, die sich an den Theaterbauten der 1920er Jahre orientieren sollte, wurde von der Filmstiftung NRW besonders als „gelungene Verknüpfung von Film- und Baugeschichte“ gewürdigt. Seit diesem Umbau besteht das Schloßtheater aus drei Kinosälen mit insgesamt 441 Sitzen.

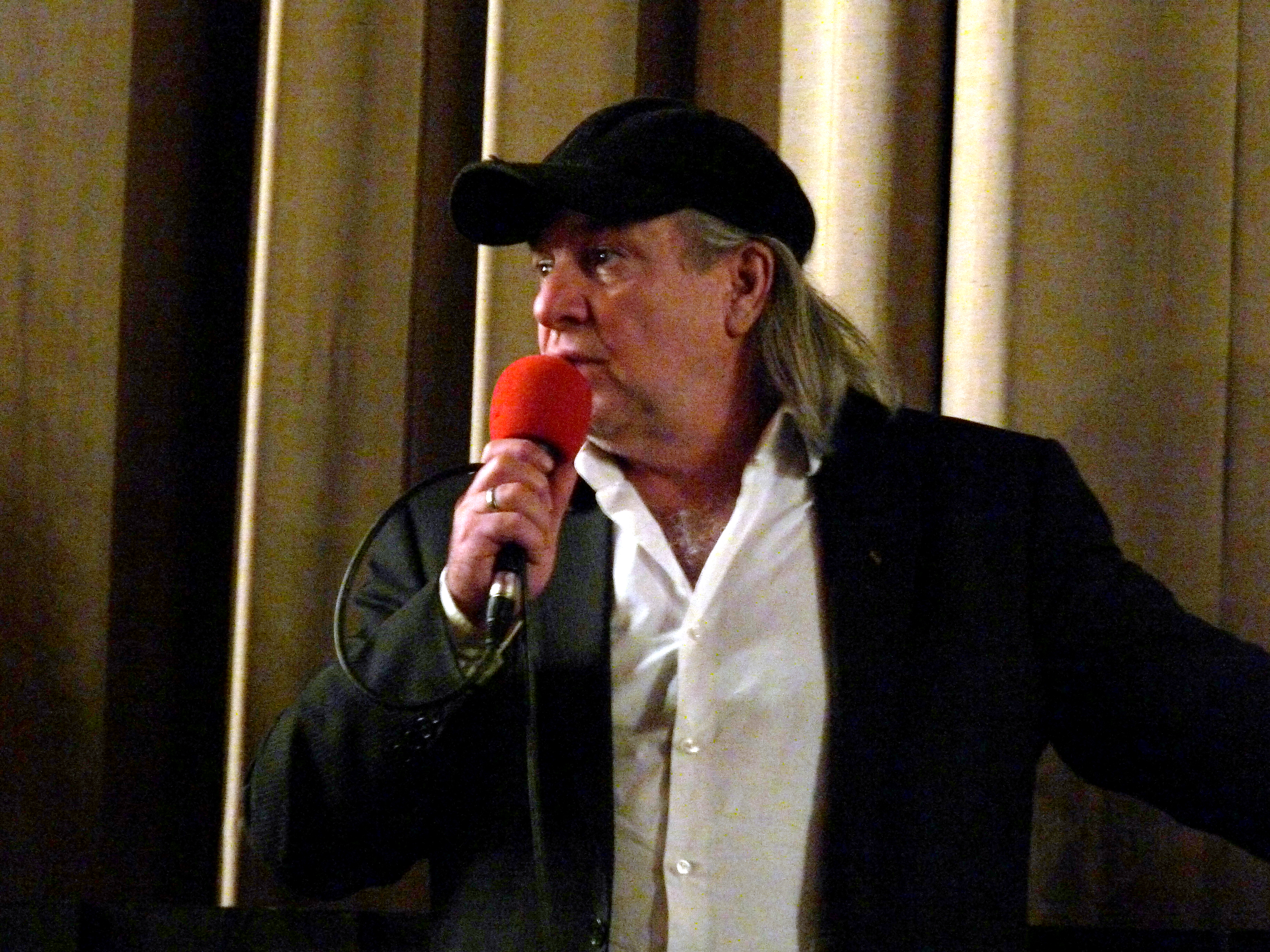
Pepe Danquart bei der Premiere des Films Lauf Junge lauf im Schloßtheater (2014)

Thematisch liegt der Hauptaugenmerk des Kinos auf dem Programmkino, in dessen Rahmen schwerpunktmäßig europäische Filme vorgeführt werden. Zudem ist das Schloßtheater Austragungsort von zahlreichen Sonderveranstaltungen, darunter bis 2003 das alle zwei Jahre stattfindende Filmfestival Münster. Das Schloßtheater erhielt 2012 Fördergelder in Höhe von 8.000 Euro von der Filmstiftung Nordrhein-Westfalen. Für das Jahresfilmprogramm 2012 und das „Kinder- und Jugendfilmprogramm“ wurde das Schloßtheater 2013 vom Beauftragten der Bundesregierung für Kultur und Medien prämiert. Im Rahmen der 23. Kinopreisverleihung NRW im Kölner Gloria-Theater im Jahr 2013 erhielt das Schloßtheater eine Filmprämie in Höhe von 8000 Euro von der Film- und Medienstiftung NRW für das Kinoprogramm sowie weitere 4000 Euro für das Kinder- und Jugendprogramm.
Der erfolgreichste Film, der im Jahr 2012 im Schloßtheater gezeigt wurde, war Der Gott des Gemetzels, dessen Vorführungen von rund 10.000 Zuschauern besucht wurden. To Rome with Love wurde im selben Jahr von 7.500 Zuschauern gesehen. Im Jahr 2013 war Das Leben ist nichts für Feiglinge der meistbesuchte Film im Schloßtheater, bei dem 13.676 Zuschauer an den Kinokassen gezählt wurden. Damit erreichte der Film Platz 14 in der Jahreshitliste Münsters, während er bundesweit auf Rang 97 mit 273.975 Zuschauern geführt wurde. Im nächstplatzierten Kino wurden bei diesem Film lediglich die Hälfte der Zuschauer gezählt. Der zweite Rang wurde 2013 mit Nachtzug nach Lissabon mit knapp 12.000 Besuchern ebenso wie der Spitzenplatz von einer Literaturverfilmung eingenommen. Der dritte Platz ging an Sein letztes Rennen mit rund 8.500 Zuschauern. Ähnlich überzeugen konnten damit in Münster die deutschen Filme wie Sein letztes Rennen, der in Münster Platz 26 und bundesweit Platz 86 erreichte, sowie Hannah Arendt, der in Münster auf Platz 29 und bundesweit auf Platz 72 landete.

### Cinema und Kurbelkiste

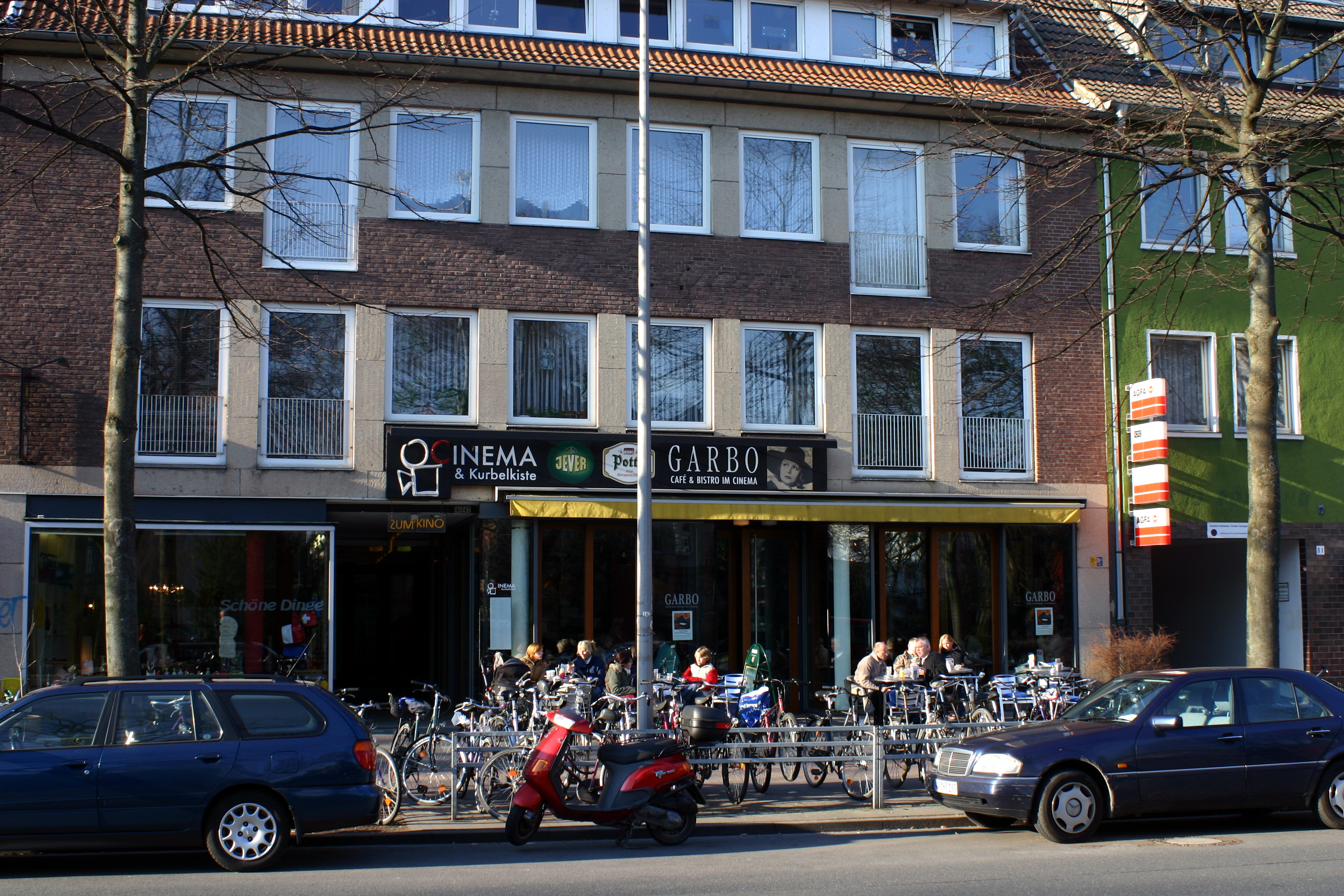
Das Cinema (2006)

Das 1968 gegründete „Cinema“ an der Warendorfer Straße ist ein fester Bestandteil der münsterschen Kulturlandschaft. Zu seiner Anfangszeit an der Weseler Straße gelegen, war es als Programmkino geplant und wurde dementsprechend genutzt. Allerdings hat sich dieser Anspruch im Laufe der Zeit gewandelt. So liegt das Hauptaugenmerk nun auf dem „gesellschaftlich, politisch, künstlerisch und historisch relevanten Film“. Hierfür hat es bereits eine Reihe von Preisen und Auszeichnungen bekommen, unter anderem die Auszeichnung für das bundesweit beste Jahresfilmprogramm 2000 oder den Kinoprogrammpreis 2002 und 2013 sowie 2004 für herausragendes Jahresfilmprogramm. Für sein herausragendes Programm erhielt das Cinema 2012 die Höchstfördersumme von 12.000 Euro von der Filmstiftung Nordrhein-Westfalen. Etwa seit der Jahrtausendwende erhielt das Cinema jährlich den Hauptpreis der Filmstiftung Nordrhein-Westfalen. Von Bernd Neumann, dem Bundesbeauftragten der Bundesregierung für Kultur und Medien, wurde das Cinema für das Jahresfilmprogramm 2012, das „Kinder- und Jugendfilmprogramm“, das Kurzfilm- sowie das Dokumentarfilmprogramm ausgezeichnet. Damit zählt das Cinema bundesweit zu den fünf höchstprämierten Filmtheatern unter den 1600 bundesdeutschen Kinos. Zusammen mit dem Bonner Kino in der Brotfabrik erhielt das Cinema im Rahmen der 23. Kinopreisverleihung NRW im Kölner Gloria-Theater im Jahr 2013 die höchste Filmprämie der Film- und Medienstiftung NRW für ein „vorbildliches Programm“. Der Preis war mit 14.000 Euro dotiert, zu dem ein weiterer Preis in Höhe von 2.000 Euro für das Kinder- und Jugendprogramm folgte.
Durch eine finanzielle Solidaritätsaktion wurde das Cinema durch die Münsteraner Bürger vor der drohenden Schließung bewahrt. Es wurde 2004 grundlegend renoviert. Die Sitzreihen erhielten breitere Sessel und einen größeren Reihenabstand, die Toiletten wurden erneuert und die Fensteranlage des Kinocafés lässt sich seitdem zu zwei Dritteln öffnen. Die drei Säle sind mit 158, 58 bzw. 52 Sitzplätzen ausgestattet, die beiden kleinen bieten zudem jeweils zwei Rollstuhlplätze. Alle Säle sind mit einer Hörbehindertenanlage ausgestattet, die sowohl über einen Infrarot-Sender als auch über Induktionsschleife arbeitet.
Zusätzlich verfügen alle Säle über eine digitale Projektionsanlage, das heißt, dass Filme nicht nur von Filmspulen, sondern auch von angelieferten Festplatten per Videoprojektor gezeigt werden können. Im großen Saal ist ein Panasonic-Projektor und ein DCS-Server installiert, der auch mit dem Projektor im Cinema 2 verbunden ist. In der Kurbelkiste arbeiten ein ROPA-Server und ein Christie-Projektor. Nach anfänglichen, teils erheblichen Problemen scheinen die Anfangsprobleme der Digitaltechnik zunehmend der Vergangenheit anzugehören. Die Qualität der digital projizierten Filme hängt vor allem von dem gelieferten Datenmaterial ab, das sich teilweise extrem in der Auflösung unterscheidet.
Das Cinema 1 ist zusätzlich mit einer Bühne ausgestattet.
Dem Cinema angeschlossen ist eine Gastronomie, die möglichst viele fair-gehandelte Produkte und ökologische Ware für Speisen und Getränke verwendet. Die Speisekarte ist neben deutsch auch in Englisch, Niederländisch und Braille verfügbar.
Im Cinema ist Die Linse, der Verein zur Förderung kommunaler Filmarbeit, beheimatet. Darüber hinaus wird das Cinema für Vorführungen im Rahmen von Filmfestivals genutzt. Im Dezember 2013 fanden bereits zum siebten Mal Vorführungen des englischsprachigen Schulfilmfestival „Britfilms“ der AG Kino-Gilde e. V., das als drittgrößtes Schulfilmfestival Deutschlands in 60 Städten Station machte, im Cinema und dem Schloßtheater statt.

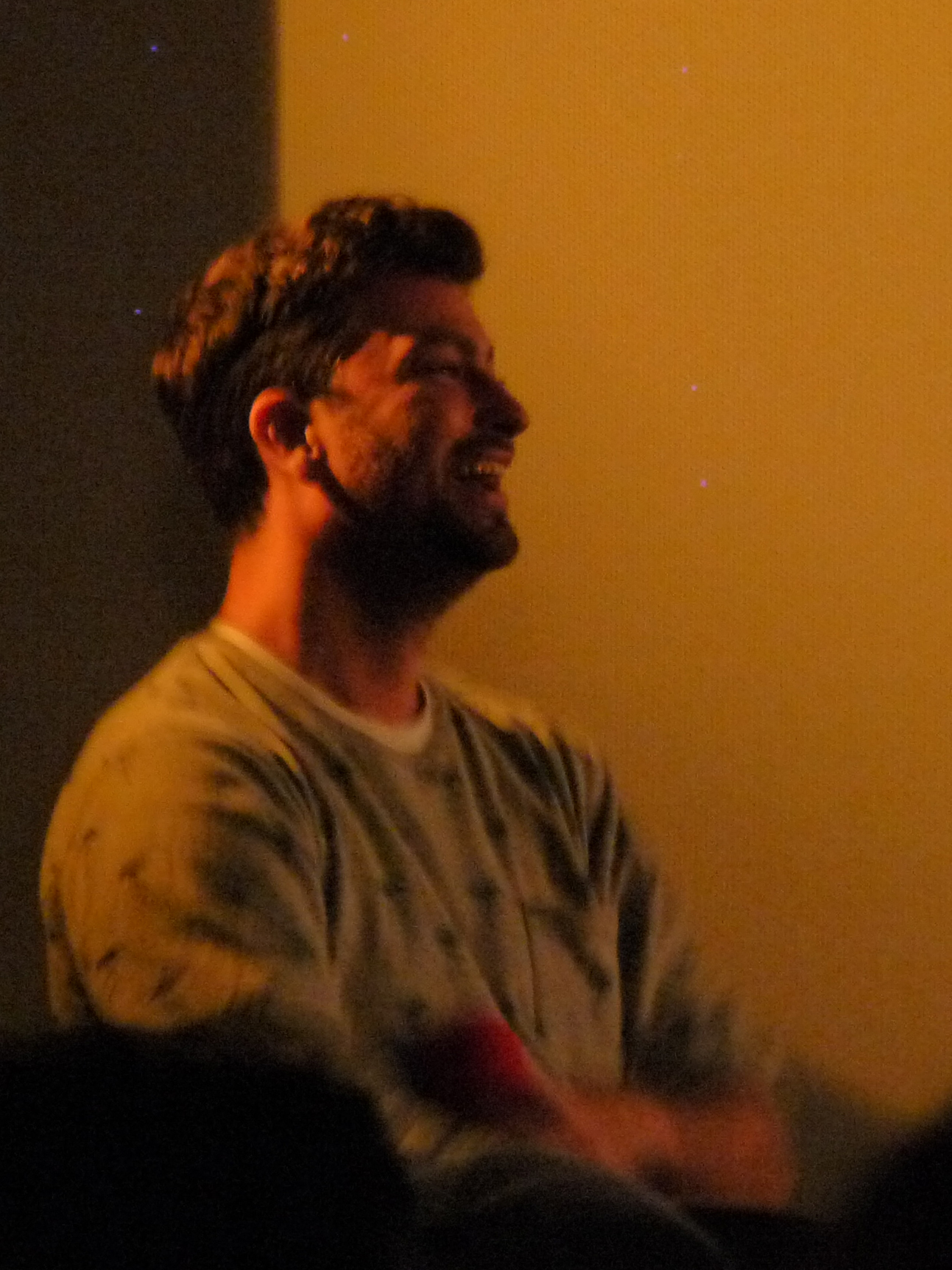
Marteria im Cinema: „Weltreise mit Marteria“ (2014)

Zudem wird das Programmkino regelmäßig von prominenten Darstellern und Filmschaffenden besucht sowie für weitere filmnahe Veranstaltungen genutzt. So stellte Marteria am 28. Januar 2014 im Cinema im Rahmen einer Veranstaltung von 1 Live Fotos, Videos und Geschichten einer dreiwöchigen interkontinentalen Reise unter dem Titel „Weltreise mit Marteria“ vor, die ihn zusammen mit Fotograf Paul Ripke u. a. von Europa über Südamerika und Alaska bis nach Asien geführt hatte.
Das Jahr 2012 war seit 2002 das erfolgreichste Jahr des Cinema. Mit 75.000 Kinobesuchern konnten die Zuschauerzahlen um fünf Prozent gegenüber dem Vorjahr gesteigert werden. Die Dokumentation Berg Fidel – Eine Schule für alle war mit 6.000 Besuchern der erfolgreichste Film, den das Cinema im Jahr 2012 zeigte, gefolgt von Oh Boy und Die Wand. Oh Boy setzte seinen Erfolg im Jahr 2013 fort, in dem er mit 8.000 Zuschauern den Spitzenplatz im Jahresranking des Cinema einnahm. Die weiteren Plätze gingen 2013 an Der Geschmack von Rost und Knochen mit rund 5.000 Besuchern, der von rund 4.000 Zuschauern besuchte Film Das Mädchen Wadjda sowie der erst Ende des Jahres angelaufene Film Inside Llewyn Davis.
Nachdem Anfang 2013 sowohl im Allwetterzoo Münster als auch im Münsteraner Friedenssaal das Konzept „Pay-What-You-Want“ erfolgreich angewandt werden konnten, entschieden sich die Betreiber des Cinemas dieses Konzept nach Vorbild eines Freiburgers Programmkinos aufzugreifen.

### Freiluftkino Münster

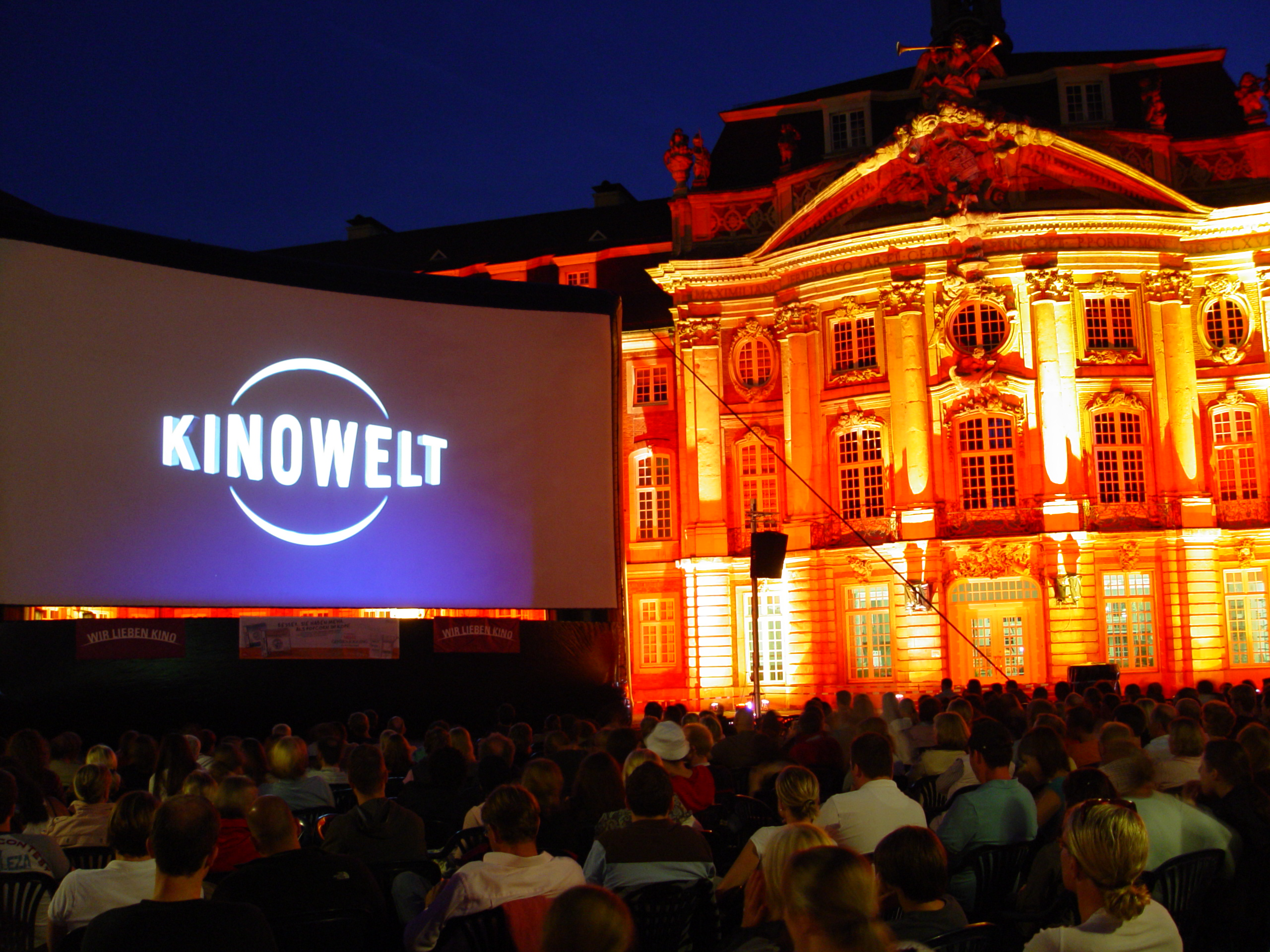
Sommer Open Air in Münster mit aufblasbarer Leinwand (2008)

Das Freiluftkino in Münster hat bereits eine lange Tradition. Im Jahr 1998 fand erstmals ein Open-Air-Kino im Freibad Stapelskotten statt. Nach gelungener Premiere zog die aufblasbare Leinwand im folgenden Jahr auf den Schloßplatz um. Bis heute erfreut sich die Veranstaltung großer Beliebtheit. Die in Münster sehr erfolgreiche Sneak-Preview war im Jahr 2009 ebenso unter freiem Himmel zu sehen. Der Film Maria, ihm schmeckt’s nicht! zog fast 2.000 Zuschauer in seinen Bann. Am 28. Juli 2011 wurde erstmals die Premiere des Münster-Tatorts unter freien Himmel vor dem Schloß gefeiert. 2011 fanden bis zu 3.000 Zuschauer vor der Leinwand Platz, auf der erstmals 3D-Filme, darunter Avatar – Aufbruch nach Pandora und Pirates of the Caribbean – Fremde Gezeiten, gezeigt wurden.
Im Sommer 2013 wurde eine 16 Meter große, aufblasbare Leinwand jeden Abend für die Vorführungen aufgepumpt, erneut kam ein Digital-Projektor zum Einsatz, zudem wurden 2.500 Stühle und weitere 150 Liegestühle dem Publikum bereitgestellt. Die bislang beste Durchschnittsbesucherzahl erzielte das Open-Air-Kino im Zeitraum vom 13. August 2013 bis zum 21. August 2013, in dem knapp 9.000 Kinogänger das Open-Air-Kino am Schlossplatz besuchten. Insgesamt besuchten im Jahr 2013 mehr als 16.000 Zuschauer die 16 Vorstellungen. An acht der 16 Kinoabende wurden mehr als 1.000 Besucher gezählt. Die erfolgreichste Vorstellung war die Sneak-Preview, die von mehr als 2.200 Zuschauern besucht wurde.

## Ehemalige Kinos in Münster

### Stadt New York

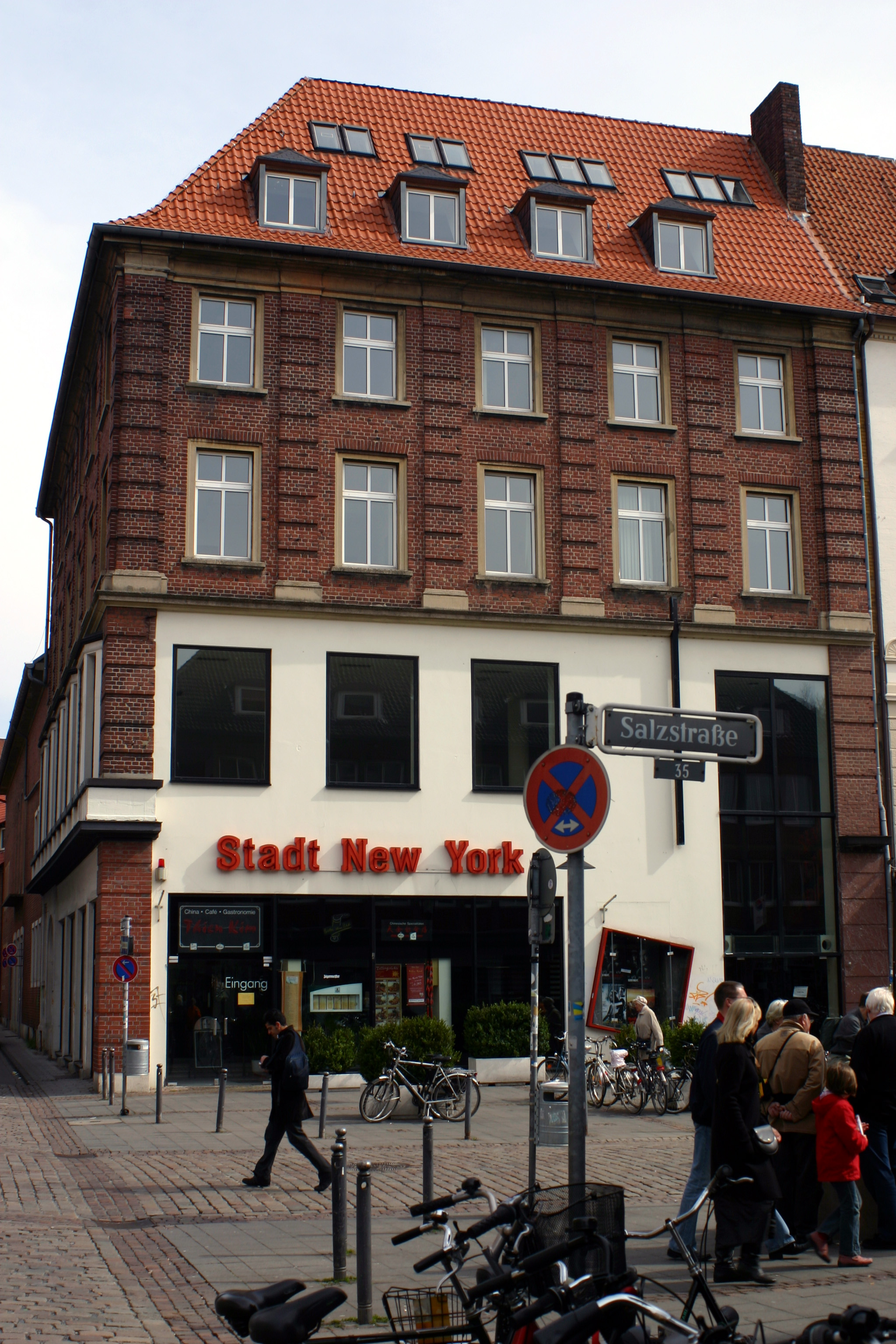
Das ehemalige Stadt New York (2006)

Das ehemals zur Münstersche Filmtheater-Betriebe GmbH gehörende, direkt an der Kreuzung von Salzstraße und Promenade gelegene „Stadt New York“ war bis nach den Schließungen des Metropolis, Apollo- und Roland-Theater das größte der noch verbliebenen alteingesessenen Kinos in Münster.
Der Name ging auf das sich ehemals an dieser Stelle befundene „Hotel Stadt New York“ zurück. Gegründet wurde es im Jahre 1907. Nach einigen Jahren änderte sich der Name in „Schauburg“, bevor es 1989 wieder in „Stadt New York“ umbenannt wurde. Mit 844 Plätzen in vier Sälen diente es zuletzt dafür, Filme aus den großen Sälen des Cineplex zu übernehmen oder parallel, zum Beispiel als Originalfassung, oder anspruchsvolle Filme abseits des Mainstreams zu zeigen. Neustarts von Filmen fanden zuletzt nur noch selten statt, diese bleiben meist dem Cineplex vorbehalten. Im Jahre 2005 war es zudem Veranstaltungsort des Filmfestivals Münster.
Da der Mietvertrag der Münsterschen Filmtheaterbetriebe für das innerstädtische Gebäude auslief und dieses an eine Wohnbaugesellschaft verkauft wurde, die den Mietvertrag nicht verlängerte, wurde das „Stadt New York“ nach der letzten Vorstellung am 8. August 2007 geschlossen.

### Rex am Bahnhof, später Metropolis
Das Rex und später das Metropolis lagen unmittelbar neben dem Hauptbahnhof von Münster, Berliner Platz 38. Sie befanden sich auf dem Gelände des ehemaligen Hotels „Der Reichshof“. Nach dem Wiederaufbau begann Ende der 1950er Jahre die Nutzung des Gebäudes als Kino.
Nach der Übernahme durch den Betreiber Heiner Pier, der ebenso das Cinema betreibt, und dem Umbau wurde das Kino in „Metropolis“ umbenannt. Bis dahin firmierte das Kino unter dem Namen „Rex am Bahnhof“. Im Metropolis wurde dann von 1989 bis 2004 ein anspruchsvolles Kinoprogramm gezeigt.
Für die skulptur projekte münster 07 wurde das ehemalige Metropolis von Clemens von Wedemeyer für die Aufführung seines Films Von Gegenüber als Kino genutzt. Die Fassade des Kino-Gebäudes erinnerte den Künstler an das Architektur-Modell „Cinema“ von Dan Graham. Das Gebäude ist zwölf Meter hoch.
Im März 2008 wurde das Metropolis als Musik-Club wiedereröffnet. Dem sollte ab 2011 der Club Tempelhaus nachfolgen, was jedoch an rechtlichen Hindernissen scheiterte. Die Architekten Andreas Deilmann und Rainer M. Kresing erwarben das Grundstück aus einer Insolvenzmasse. Inzwischen laufen Planungen, auf dem Gelände ein Studentenwohnheim zu errichten. Weiterhin ist der Bau eines 15-stöckigen Wohn- und Geschäftshauses mit 45 Meter Höhe auf dem Grundstück in Planung, nachdem zuvor ein mit 60 Metern Höhe deutlich höheres Gebäude von der Politik abgelehnt wurde. Nach Auskunft des Stadtplanungsamt dürfe auf dem Grundstück nach baurechtlichen Vorgaben kein Hochhaus entstehen, ein vorhabenbezogener Bebauungsplan könne indes verabschiedet werden. Nach der Vorstellung des städtebaulichen Konzepts bei einer Bürgeranhörung im März 2013 wurde der Entwurf für den vorhabenbezogenen Bebauungsplan Nr. 558 von den Architekten vom 30. Dezember 2013 bis zum 30. Januar 2014 zur öffentlichen Einsichtnahme im Stadthaus 3 vorgelegt. Doch selbst das geplante 45 Meter hohe Gebäude stößt bei den Münsteranern auf Kritik, da es aufgrund seiner Nähe zur Altstadt die charakteristische Türme-Silhouette der Domstadt verbauen würde. Zudem war Kritik aus der Bevölkerung zu hören, die ein Boardinghouse in Bahnhofsnähe ablehnt. Die Immobilien- und Standortgemeinschaft Bahnhofsviertel äußerte Bedenken ihrer Mitglieder, das Viertel könne im Laufe des nächsten Jahrzehnts zu einem Rotlichtbezirk werden, falls tatsächlich im 3. bis 13. Stockwerk 156 barrierefreie Einraum-Wohnungen mit einer Größe von 25 bis 28 Quadratmetern Wohnfläche für Singlehaushalte in dem geplanten Hochhaus entstehen sollten, nachdem die ursprünglich geplante Zusammenarbeit mit dem Studentenwerk nicht mehr zustande kommt. Architekt Andreas Deilmann gab zu bedenken, dass in dem Appartementgebäude eine durchgehend besetzte Rezeption untergebracht werden solle, weswegen sich ein Rotlicht-Milieu in dem Gebäude nicht etablieren könne. Anfang April 2013 äußerte sich die Mehrheit der Mitglieder der ISG, sie seien mit den Planungen nicht einverstanden. Von der CDU und FDP wird der Bau unterstützt. SPD sowie Bündnis 90/Die Grünen lehnen das Bauprojekt ab. Im Erdgeschoss sollen ein gastronomischer Betrieb, eine Bäckerei sowie eine Waschbar Platz finden, in dem darübergelegenen Stockwerk Büro- und Gemeinschaftsräume entstehen. Der Gebäudekomplex soll aus zwei Baukörpern bestehen, die durch eine Glasfuge verbunden werden. Nachdem keine Kooperation mit dem Studentenwerk erfolgt, wurden einige Ein-Zimmer-Apartments in Zwei-Zimmer-Apartments umgeplant, woraus zwischen 120 und 130 Wohnungen resultieren sollen. Das Gebäude wurde inzwischen errichtet (siehe Metropolis Hochhaus).

### Weitere ehemalige Kinos

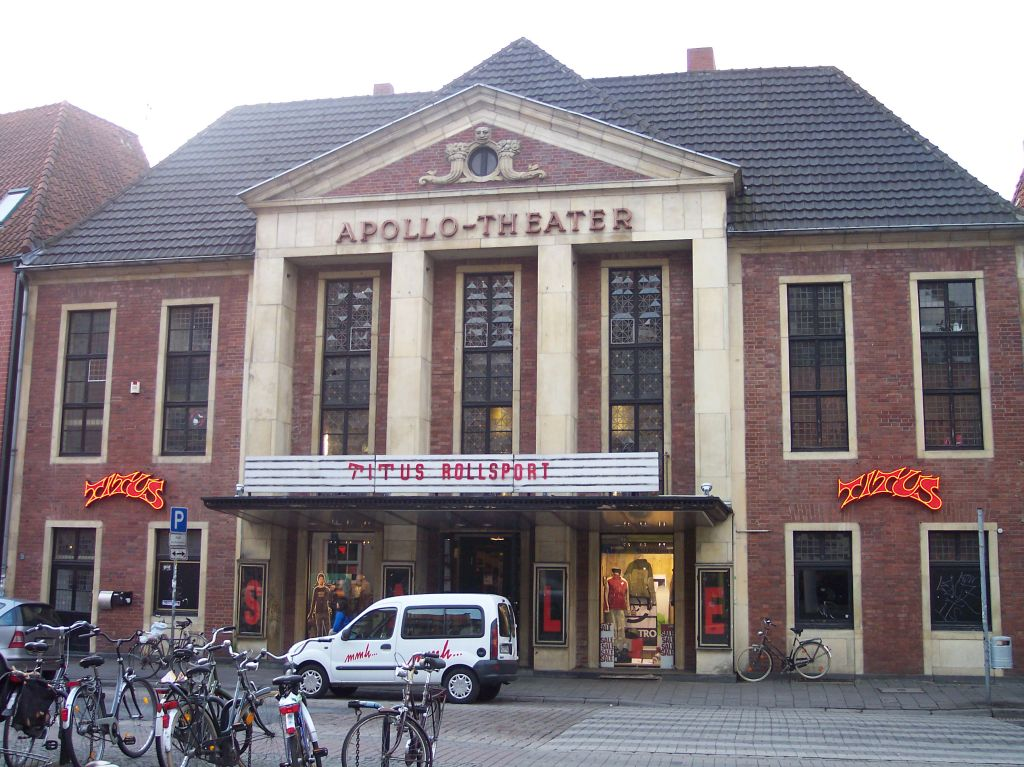
Räumlichkeiten des ehemaligen Apollo Theaters (2006) werden gegenwärtig von der Titus GmbH genutzt

| Name                     | Adresse                                   | Bemerkung |
| ------------------------ | ----------------------------------------- | --- |
| ALI                      | Bahnhofstr. 19                            | zwischenzeitlich Kulturschiene, inzwischen im Zuge des Bahnhofsumbaues abgerissen. |
| Alpha                    | Berliner Platz 38                         | zweitgrößtes Kino im ehemaligen Rex-Theater |
| Apollo Theater           | Königsstraße 32–33                        | jetzt Titus |
| Atelier                  | Ludgeristr. 54                            | im ehemaligen Fürstenhof |
| Bambi                    | Berliner Platz 38                         | im ehemaligen Rex-Theater |
| Beta                     | Berliner Platz 38                         | im ehemaligen Rex-Theater |
| Capitol                  | Ludgeristr. 28                            | |
| CINEMA neuer Krug        | Weseler Str. 111                          | danach Jovel, Gebäude abgerissen, heute an der Stelle Neubau (Geschäftshaus) |
| Der Fürstenhof           | Ludgeristraße 54                          | jetzt Rossmann |
| dingsbums                | Winkelstr. 10                             | anfänglich unter dem Namen Kurbelkiste betrieben, jetzt ein Modegeschäft |
| Gertrudenhof-Lichtspiele | Warendorfer Str./Ecke Kaiser-Wilhelm-Ring | Dort wurde – in einem notdürftig wiederhergestellten Tanzsaal – nach den Zerstörungen des Zweiten Weltkriegs der Kinobetrieb in Münster im Mai 1946 wieder aufgenommen; jetzt ein Ärztehaus |
| Globe                    | Wolbecker Str./Ecke Eisenbahnstr.         | Kino für britische Armeeangehörige |
| Metropolis               | Bahnhofstraße/Berliner Platz              | vorher Rex, heute Neubau |
| R zwo                    | Bahnhofstr. 20                            | zweitgrößtes Kino im ehemaligen Roland-Theater |
| Residenz                 | Hammer-Str. 91                            | jetzt ein Supermarkt |
| Roland-Theater           | Bahnhofstraße 20–22                       | erst „Roland-Frosch-Varieté“ jetzt GOP Varieté |
| Schauburg                | Salzstr. 29                               | umbenannt in Stadt New York, siehe unten |
| Schloß-Kino              | Universitätsstraße                        | in den 1920er Jahren an der Universitätsstraße gelegen |
| Stadt New York           | Salzstraße 29                             | vorher Schauburg, heute Wohngebäude mit Geschäften |
| Winter’s Studio          | Salzstr. 29                               | zweitgrößtes Kino in der Schauburg |